# 貝拉爾蘇丹國

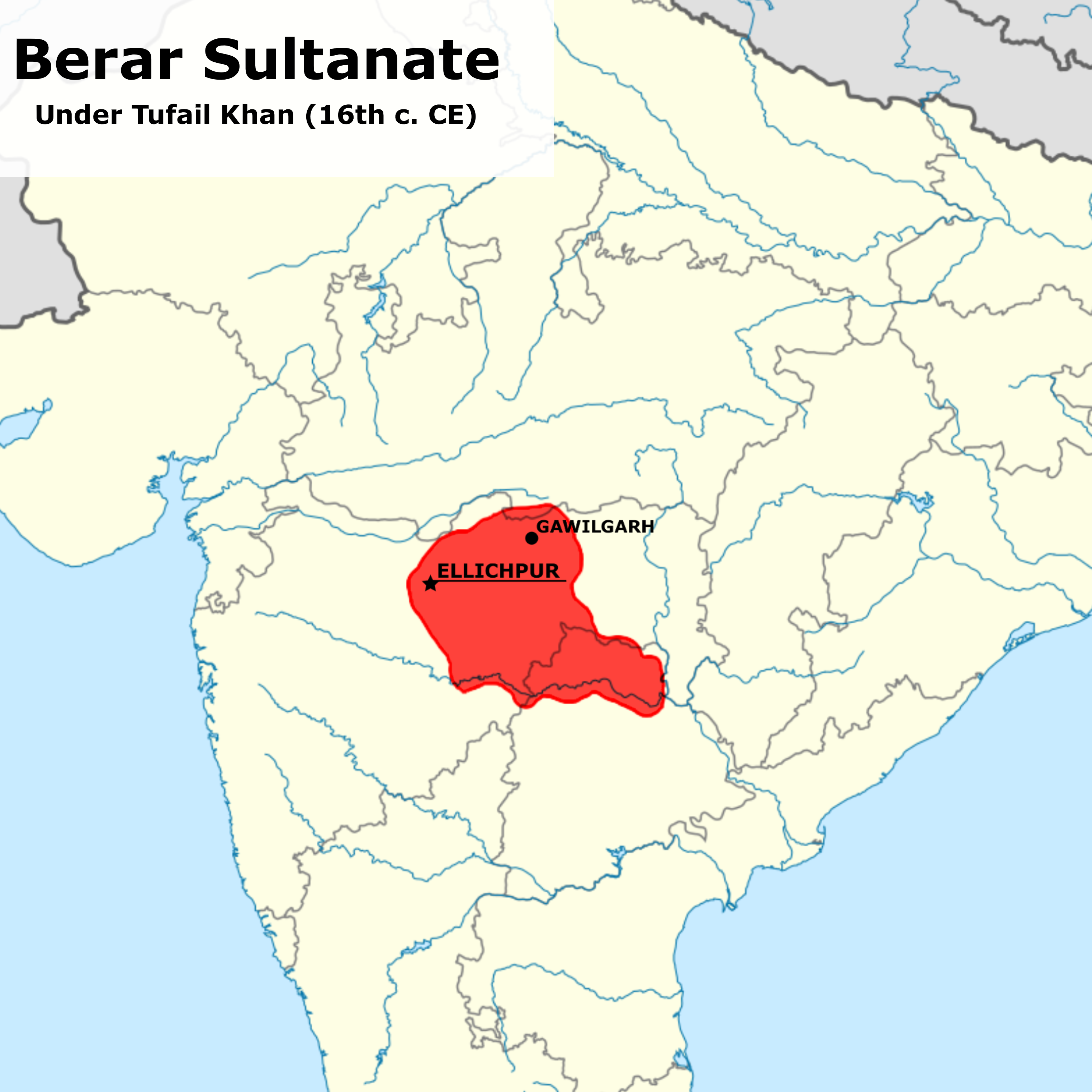
貝拉爾蘇丹國的疆域

貝拉爾蘇丹國（Berar sultanate）是一個位於印度德干高原上的近世國家，由伊馬德·沙希王朝（Imad Shahi dynasty）統治，為德干蘇丹國之一，該國是在巴赫曼尼蘇丹國解體後，由法圖拉·伊瑪德·穆爾克於1490年所建立。貝拉爾蘇丹國的統治者們信奉遜尼派伊斯蘭教，首都設於阿恰爾普爾。該國的王位後被權臣圖費勒汗（Tufail Khan）所篡奪，艾哈邁德訥格爾蘇丹國以此為藉口，於1574年入侵並吞併了貝拉爾蘇丹國。